# Gippsland Airvan 8
Der Airvan 8 ist ein einmotoriges Flugzeug des seit 2009 zu 75 % der indischen Mahindra Aerospace gehörenden australischen Flugzeugherstellers GippsAero.

## Geschichte
Der Airvan 8 absolvierte seinen Erstflug am 3. März 1995 und ist dank seiner robusten Auslegung besonders in dünner besiedelten Gebieten und bei Buschfliegern beliebt. Die Serienproduktion startete im Jahr 2000.  Seit 2006 ist eine Version mit dem turboaufgeladenen Lycoming-Triebwerk TIO-540-AH1A verfügbar. In Zukunft sollte die Maschine mit Schwimmern und Propellerturbinen ausgerüstet werden.
Im Jahr 2014 wurde die GA-8 in Airvan 8 umbenannt.
In Deutschland wird der Airvan 8 vom Ostfriesischen Flugdienst und der Flugservice Bautzen GmbH eingesetzt.
Die Produktion der Airvan 8 wurde im Jahre 2020 durch die Mahindra Aerospace eingestellt. Die Entwicklung der gestreckten GA-10 (Airvan 10) wurde eingestellt. Einer der beiden Prototypen (VH-XMH) war am 4. Juni 2018 in der Mojave-Wüste (USA) verunglückt, als die Maschine durch die (überlebenden) Testpiloten nicht mehr aus dem Trudeln heraus zu bekommen war.
GippsAero wurde im Jahr 2021 von Mahindra Aerospace zum Verkauf gestellt.

## Konstruktion
Der Airvan 8 ist ein geräumiger Schulterdecker mit großer Schiebetür, Hochauftriebshilfen, festem Stahlschwingenfahrwerk und großer Bodenfreiheit für den Propeller. Er bietet Platz für bis zu 6 Passagiere oder 8 Fallschirmspringer und wird von einem Piloten geflogen. Die Reisegeschwindigkeit beträgt 220 km/h. Die Reichweite liegt bei 1100 Kilometern und die Flughöhe bei 3000 m. Der Airvan 8 wiegt vollbesetzt bis zu 1800 kg und ist 12,70 m breit und 8,90 m lang.

## Zwischenfälle
Am 14. Juli 2019 stürzte die GA8 TC320 turbo (Luftfahrzeugkennzeichen SE-MES) des Fallschirmklubs Umeå in Schweden auf der Insel Storsandskär ab. Alle 9 Insassen kamen dabei ums Leben.

## Militärische Nutzer
- Lesotho (Lesotho Defence Force, 1 Exemplar)

## Technische Daten

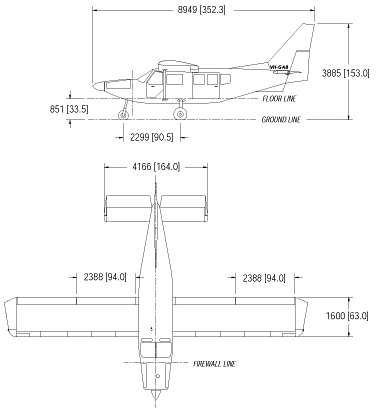
Zweiseitenriss

| Kenngröße             | Daten                                                                |
| --------------------- | -------------------------------------------------------------------- |
| Besatzung             | 1–2                                                                  |
| Passagiere            | 6 (8 bei Fallschirmspringern)                                        |
| Länge                 | 8,94 m                                                               |
| Spannweite            | 12,41 m                                                              |
| Höhe                  | 3,88 m                                                               |
| Flügelfläche          | 19,9 m²                                                              |
| Flügelstreckung       | 7,7                                                                  |
| Nutzlast              | 800 kg Fracht                                                        |
| Leermasse             | 997 kg                                                               |
| max. Startmasse       | 1810 kg                                                              |
| Reisegeschwindigkeit  | 217 km/h                                                             |
| Höchstgeschwindigkeit | 340 km/h                                                             |
| Dienstgipfelhöhe      | 6100 m                                                               |
| Reichweite            | 1700 km                                                              |
| Triebwerke            | ein Sechszylinder-Boxermotor Textron-Lycoming IO-540-K1A5 mit 223 kW |